# Snowbird (Utah)
Pour les articles homonymes, voir Snowbird.
Snowbird est une station de ski de l'État de l'Utah. Elle a été créée en 1971.